# Февральское (Полесский район)
Февральское — посёлок в Полесском районе Калининградской области. Входит в состав Саранского сельского поселения.

## Население
| 1939 | 2002 | 2010 | 2012 | 2013 |
| ---- | ---- | ---- | ---- | ---- |
| 462  | ↘379 | ↗436 | ↗486 | ↘444 |

## История
Населенный пункт Двиллин в 1938 году был переименован в Киршкайм, а с 1946 года — в поселок Февральское.